# ROC Rijn IJssel
ROC Rijn IJssel (1996) is een regionaal opleidingencentrum in de Nederlandse provincie Gelderland met hoofdvestiging in Arnhem.

## Vestigingen
Het ROC heeft vestigingen in Arnhem, Bemmel, Dieren, Elst, Huissen, Nijmegen, Renkum,Wageningen en Zevenaar. Er worden MBO, bedrijfsopleidingen en volwasseneneducatie aangeboden.

## Studies
De studies zijn verdeeld in domeinen. Binnen deze domeinen zijn verschillende onderwijsclusters gedefinieerd, waarbinnen specifieke beroepsopleidingen worden onderscheiden.

### MBO
- Business School
- CIOS / Sport
- Dans, muziek en theater
- Horeca, bakkerij en facilitair (Vakschool Wageningen)
- KansRIJk (niveau 1-opleidingen)
- Media en design
- Techniek, IT en laboratorium
- Toerisme, events en recreatie
- Uiterlijke verzorging, fashion en grime
- Veiligheid en dienstverlening
- Zorg en welzijn

### Volwassenenonderwijs
- Bedrijfsopleidingen
- Particuliere opleidingen
- Internationale schakelklas (ISK)
- Overige opleidingen

### Bekende oud-studenten
- Janouk Kelderman, zangeres en presentatrice
- Bas Kosters, modeontwerper
- Jesse Sprikkelman, producent (NPO Radio 2)
- Rick van der Ven, handboogschutter